# 光 (2025年电影)
《光》（德語：Das Licht）是2025年上映的德法合拍剧情片，由汤姆·提克威尔执导、编剧，拉爾斯·艾丁格、尼科莱特·克雷比茨领衔主演。电影讲述一个中产家庭在动荡世界中的生活日常。电影于2025年2月13日作为第75屆柏林影展开幕片首映，同年3月20日在德国上映。

## 梗概
蒂姆和米莱娜跟他们的双胞胎兄妹弗丽达和乔恩，还有米莱娜的儿子迪奥住在一起。虽说生活在同一屋檐下，大家还是自己过自己的生活，没有家庭的观念，几乎不受环境束缚。没过多久，从叙利亚来的法拉的神秘管家法拉到来，打破了大家不堪一击的生活。她的出现以意想不到的方式挑战了蒂姆一家人，并揭开她深埋已久的情感和隐藏的真相。与此同时，法拉也有自己的秘密计划，而这个计划将永远改变这个家庭的命运。

## 演员
- 拉爾斯·艾丁格 饰 蒂姆·恩格尔（Tim Engels）
- 妮科莱特·克雷比茨（英语：Nicolette Krebitz） 饰 米莱娜·恩格尔（Milena Engels）
- 艾尔克·比森多佛（德语：Elke Biesendorfer） 饰 弗丽达·恩格尔（Frieda Engels）
- 朱利叶斯·高斯（德语：Julius Gause） 饰 乔恩·恩格尔（Jon Engels）
- 伊利亚斯·埃尔德里奇（Elyas Eldridge）饰 迪奥（Dio）
- 塔拉·迪恩（德语：Tala Al Deen） 饰 法拉（Farrah）
- 马克斯·克鲁克（Max Kruk）饰 简·沃兹尼亚克（Jan Wozniak）
- 丹尼尔·格雷夫（Daniel Grave）饰 约瑟夫（Josef）
- 露比·M·利希滕贝格（德语：Ruby M. Lichtenberg） 饰 扎齐（Zazie）
- 安娜·希琳·哈贝丹克（德语：Anna Shirin Habedank） 饰 艾莎（Elsa）
- 希尔·艾罗格路（英语：Şiir Eloğlu） 饰 舒尔医生（Doctor Scholl）

## 制作
2023年9月25日，主体拍摄在柏林、科隆和内罗毕启动。同年12月16日，电影正式杀青，取景地包括德国柏林、北莱茵-威斯特法伦，以及肯尼亚。

## 发行
电影于2025年2月13日作为第75屆柏林影展开幕片首映。同年3月20日，电影在德国院线上映，由X Verleih和华纳兄弟影业发行，海外发行由Beta Film负责。

## 反响
根据評論匯總网站爛番茄汇总的13篇评论文章，8%的评论家给予该作正面评价，平均打分为4.1分（满分10分）